# ザ・ヒーナキャット
ザ・ヒーナキャット（The Heanacat）とは、日本・神奈川県出身のひーちゃんを中心に結成された音楽ユニットである。2020年9月からはソロプロジェクトとして活動中。

## 概要
男女混成の3ピースバンド「スキルアップ」として活動を開始、ドラム脱退後バンド名をザ・ヒーナキャットに改称し、2人組み女性ロックバンドとして長く活動。メンバーの交代・脱退を経て2020年9月より、ソロプロジェクト「ザ･ヒーナキャット」または「ひーちゃん」として再始動。スキルアップ時代を含め、ひな(ベース)在籍期間を第1期、ちの(ベース)在籍期間を第2期、ソロプロジェクトとして再始動後を第3期としている。

### 第1期
80年代ハードロック、昭和歌謡、ゴシック。一見、相容れない要素が織りなす、ノンジャンルな2人組バンド。どこか懐かしく、ハードでメロディアス、そして物悲しくも可愛い楽曲は、「可愛いかわいそう」と形容される。（公式サイトより抜粋）

### 第2期
他の追随を許さないポップでヘヴィでメロディックな圧倒的な世界観はハードロックや歌謡曲など、既成の表現では言い表せない。「ザ・ヒーナキャット」というジャンルと言っても言い過ぎではないのかもしれない。（「ガールズバンド図鑑」およびプロダクションのプロフィールより抜粋）

### 名称の由来
ゲームソフトの挿入曲のオファーを受けたことを機に、新体制で更なる飛躍を期して、旧バンド名『スキルアップ』から『ザ・ヒーナキャット』に改名した。メンバーの「ひーちゃん」と「ひな」（旧メンバー）を繋げて『ヒーナ』とし、頭にTheをつけ、後ろにふたりの好きな動物である猫を加えた。『ザ・ヒーナキャッツ』にしなかったのは、2人でひとつという思いが込められていた。

### キャッチコピー（フレーズ）
「震えろ!」、「FURUERO!」
ライブが開演して、数曲演奏した後に流されるMCの最後は「震えてお楽しみ下さいませ」の文言で締められる。

## 主なメンバー
ひーちゃん
3月19日生まれ A型
ゴシック・アンド・ロリータ風の服装を着用
愛称は、ひろこす、ひろぴー、ひろPなど
ボーカル＆ギター＆キーボード・作詞・作曲

### 旧メンバー
しょーた
ドラム。
ひな
コーラス＆ベース・作詞。ゴシック・ロングコートに帽子を着用
ちの
コーラス＆ベース・作詞

### サポートメンバー
ライブ中、ザ・ヒーナキャットのお友達として紹介される。(順不同)
- いのちん(井上翔太) - ドラム @Inochin
- 長谷川浩二 - ドラム
- なかじー(なかじまはじめ) - ドラム @nakazzzy
- りかじー(松井リカ) - ドラム @ust_rica
- キャプテン横田 - キーボード
- Mally(exist†trace) - ドラム @existtraceMally
- なむこ - ドラム
- ザッキー(from リバイアサン) - ドラム & ライブ時のケータリングサービスのコック担当 Zacky@Leviathan
- chiiko(from D_Drive)- ドラム @chiiko_d_blue
- Chi-(ZILL：2016年8月解散) - ベース ※2017年1月23日よりザ・ヒーナキャットに「ちの」として正式加入 @bass_chi
- にっしー(元 ナキシラベ)- ドラム @dokodokonishio
- Akiちゃん - ドラム @Lc5_Aki
- jun(Mercury 2018年12月解散) - ベース @sake_ba_jun
- ゴッピィ(from チームパパイヤ) - ギター @Gocky666
- ゆあ(from 雨ノ弱) - ベース @amanojaku_YuA
- しまたろ(元 D_Drive) - ベース @Shimataro_Bass
- toshi(from iMagic.(イメージック)) - ギター @guitarist_toshi
- 彩香 - ベース @aya3mol
- 一ノ瀬(from 青色壱号) - ベース @ICHINOSE_CRASH
- かみじょー(from JADE FOREST COMPANY) - ヴァイオリン @KAMIJO__
- Mirei(from Magistina Saga) - ベース @Ba__301
- ひーママ(ひーちゃんのお母さん) @Oee15yd
- キャットクルー(ファンの愛称)
- ヒーナキャット押し売り屋さん(あい＆みゆき) - 物販スタッフ @thc_oshiuri

## 略歴
3歳からピアノを弾く、ギター・ボーカル・キーボードのひーちゃんと、5弦ベースを操るひなは、高校の同級生で軽音部に所属していた。
2005年
- 他の友達と視点のズレた、お互いの不思議な魅力に導かれ、スキルアップ結成。11月27日 厚木サンダースネイクで行われたライブで初ステージを踏む。(ドラム-Ogicun)

2007年
- 5月5日 2006年に行われたイベント 「Hischool Dreamin」にて上位入賞（繰上げ6位）し自身の演奏楽曲が始めてCDに収録される。
- 8月31日 厚木サンダースネイクを拠点にライブ活動を重ね、1stシングル「Black Butterfly」発売。手売りで400枚以上を売り上げる。

2008年
- 9月20日 仮想空間セカンドライフSIMのイベント「EDO月見祭り」にて3Dバーチャルライブを公開[2]。
- 10月19日 第2弾シングル「月アカリの夜に」発売。海老名ビナウォークでの発売記念ライブに300人を動員し、当日用意した200枚を完売。

2010年
- 12月18日 DVD付シングル「マリオンネット」に収録の「あやつられ人形」がUSEN全国インディーズチャートで最高9位を記録。

2011年
- ドラマーが脱退するが、ミニアルバム2枚、シングル1枚をリリース。ミニアルバム「ふたりだけど」リード曲の「夢中毒(むちゅうどく)」は、USEN全国インディーズチャートで最高2位を記録。

2012年
- 12月15日 ワンマンライブ以降、新体制で活動を行うにあたり、バンド名をザ・ヒーナキャットに改名。「ザ・ヒーナキャットになりました」発売。
- 初期からの人気曲「恋がしたい」ニューバージョンのシングルリリースに向けて、長谷川浩二をサポートドラマーに迎え、レコーディング&MV制作。レコーディングディレクター 山岡晃、映像、プロデューサー・監督 岩木勇一郎。

2013年
- 6月5日 「恋がしたい」発売[3]。6月12日 「恋がしたい」がUSEN全国インディーズチャートで1位獲得。
- 8月1日 「朧月」がプレステ用ソフト(キラーイズデッド)のエンディングイメージソングに使われる[4]。
- フランスのカルチャーTV局「No life TV」で「夢中毒」が7週連続チャートイン、「恋がしたい」もチャートイン。

2014年
- 「恋がしたい」が2013年USEN全国インディーズチャートで年間1位を獲得[5]。
- 1月22日 シングル「朧月」発売。山岡晃リミックス含む全4曲を収録。
- 5月14日 ミニアルバム「ふたり物語」発売。
- 8月11日 ヒーナキャットチャンネルにてライブを中心とした映像配信を開始
- 10月30日 ファンクラブ結成。

2015年
- 2月3日 フランステレビ局「No life TV」にて「ぐるぐる」「恋がしたい」「夢中毒」「朧月」が殿堂入り[6]。
- 2月25日 シングル 「さくら〜春の夜の夢〜」発売。
- 7月8日 シングル 「ナツコイハマルヤ」発売。

2016年
- フランステレビ局「No life TV」にて「ナツコイハマルヤ」が追加殿堂入り[7]。
- 6月1日 初フルアルバム 「お楽しみ箱〜真っ赤に染まれ〜」発売。
- 6月12日 「Cute Girls Live ～Road to NAONのYAON～(CGL)」でグランプリを獲得しSHOW-YA主催の「NAONのYAON」にてオープニングアクトを務める[8]。
- 10月7日 ひな「突発性難聴」治療のため一時活動を休止することを、自身のブログ、およびヒーナキャット公式HPで発表。ザ・ヒーナキャットは、ベースのサポートを受けて活動を継続[9]。

- 10月9日 フランステレビ局「No life TV」J-TOPランキング(PV部門)にて「ちょこちょこっとちょこちょーだい」が1位を獲得[10]。10月16日には1位を保持したまま殿堂入り[11][12]、合計6曲[13]が殿堂入りとなる。
- 11月15日 ひな、治療に専念するためにザ・ヒーナキャットを離脱することをヒーナキャット公式HPで発表。
ザ・ヒーナキャットは、引き続き活動を継続[14]。

2017年
- 1月23日 ちの（ベース＆コーラス）がザ・ヒーナキャットの正式メンバーとして加入[15]。
- 4月23日 フランステレビ局「No life TV」J-TOPランキング(PV部門)にて「ヒーナ行進曲」が殿堂入り[16]。
- 4月26日 ライブDVD 「ザ・ヒーナキャットのやってきましたO-WEST2017 LIVE DVD!!! 」発売。
- 7月5日 2nd フルアルバム「お楽しみ箱〜水色の涙〜」発売。
- 8月24日 チュウニズム 「札付きのワル ～マイケルのうた～」で「ひーちゃん」として歌唱を担当

2018年
- 4月3日 絶叫する60度のアルバム「絶叫するヒーナキャット」（作曲および演奏を担当）発売[17][18]。

- 4月4日 絶叫する60度とタッグを組んで、愛知 名古屋ell.ALLを皮切りに全国47都道府県ツアーを敢行（7月28日まで）。

2019年
- 3月20日 3rd フルアルバム「お楽しみ箱〜モノクロの虹〜」発売。
- 4月22日 3rd フルアルバム収録曲「るるる」がTBSテレビ『イベントGO!』5月オープニングテーマに決定[※ 1]
- 7月8日 プロフェッショナルレスリングJUST TAP OUTのテーマソングおよびイーグルマスクの入場曲として楽曲を提供[19]。
- 8月30日 『イナズマロックフェス 2019』に出演[20]

- 10月1日 「アドレナリン全壊」収録「アドレナリン」がTBSテレビ『イベントGO!』10月オープニングテーマに決定[※ 1]10月25日には青森放送『月曜情報便』11月エンディングテーマ[※ 1]日本海テレビ『オンガクお嬢』11月エンディングテーマに決定[※ 1]。

2020年
- 4月11日 ちの 予定されている8月23日の浅草花劇場でのワンマンライブを以てヒーナキャットを卒業することを公式（事務所＆ひーちゃん連名）発表。
- 5月1日 所属事務所を退所し独立。個人事務所「ヒーナキャット」を設立。

2021年
- 4月7日 「ザ・ヒーナキャットのぷぷぷぷあぁーっぷ」が湘南ナパサ（湘南平塚コミュニティ放送）にて放送再開。
- 5月16日 持ち歌の全曲ライブ（7日連続：全138曲）を完遂。

## ディスコグラフィ

### スキルアップ時代
|                  | 発売日           | タイトル           | 曲目 | 備考                            |
| スキルアップ時代 | スキルアップ時代 | スキルアップ時代   | スキルアップ時代                                                                                               | スキルアップ時代                |
| ---------------- | ---------------- | ------------------ | --- | ------------------------------- |
| 1st              | 2007年8月31日    | Black Butterfly    | 1. 紫黒蝶-あげは- 2. 流心-なみだ- 3. 唄                                                                        | 販売終了                        |
| 2nd              | 2008年10月19日   | 月アカリの夜に     | 1. 流心-なみだ- 2. デビバブル 3. ほしいもの                                                                    | 販売終了                        |
| 3rd              | 2009年10月12日   | おいてけぼりのネコ | 1. 知らない知らない...知るよしもない 2. やんなっちゃう 3. 恋がしたい 4. 気まぐれな女の子 5. お人形さん 6. バラ | 販売終了                        |
| 4th              | 2010年9月5日     | マリオンネット     | Disc1：CD 1.流心-なみだ- 2.あやつられ人形 3.紫黒蝶-あげは- Disc2：DVD 1.あやつられ人形                         | 販売終了                        |
| 5th              | 2011年8月3日     | ふたりだけど       | 1. 夢中毒 2. ご機嫌鳥 3. 甘えさせて 4. いつもそう 5. かこってしまったらね                                      | 販売終了                        |
| 6th              | -                | 3センチ            | 1. 3センチ 2. ギジカップル                                                                                     | ライブ会場限定発売のCD 販売終了 |

### ザ・ヒーナキャット時代
|                        | 発売日                 | タイトル                                                 | 曲目 | 備考 |
| ザ・ヒーナキャット時代 | ザ・ヒーナキャット時代 | ザ・ヒーナキャット時代                                   | ザ・ヒーナキャット時代 | ザ・ヒーナキャット時代 |
| ---------------------- | ---------------------- | -------------------------------------------------------- | --- | --- |
| 1st                    | 2012年12月15日         | ザ・ヒーナキャットになりました                           | 1. 知らない知らない...知るよしもない 2. あの日カラ | |
| 2nd                    | 2013年6月5日           | 恋がしたい                                               | Disc1：CD 1.恋がしたい 2.あっかんべ Disc2：DVD 1.恋がしたいPV | |
| ex                     | -                      | 願いはもう一度                                           | 1. 願いはもう一度 | 2nd「恋がしたい」の購入特典 (タワーレコード限定)                                                                                      |
| 3rd                    | 2014年1月22日          | 朧月                                                     | 1. 朧月 2. 雷兔 3. 朧月(Akira Yamaoka MIX) 4. 恋がしたい(ライブバーション) | |
| 4th                    | 2014年5月14日          | ふたり物語                                               | 1. ぐるぐる 2. 最初から 3. シャテキオトメ 4. 知りたがり 5. 飾りキラリ恋模様 6. 十五夜うさぎ | |
| ex                     | -                      | 恋の病                                                   | 1. 恋の病 | イベントでのCD購入特典 |
| ex                     | -                      | 恋こがれ                                                 | 1. 恋こがれ | イベントでのCD購入特典 |
| 5th                    | 2015年2月25日          | さくら〜春の夜の夢〜                                     | 1. さくら〜春の夜の夢 2. 胸♡かもね 3. さくら〜春の夜の夢〜（カラオケ） 4. 胸♡かもね（カラオケ） | |
| ex                     | -                      | たまご男爵                                               | 1. たまご男爵 | イベントでのCD購入特典 |
| ex                     | -                      | つくしんぼ                                               | 1. つくしんぼ | イベントでのCD購入特典 |
| ex                     | -                      | あい・ことば                                             | 1. あい・ことば | イベントでのCD購入特典 |
| 6th                    | 2015年7月8日           | ナツコイハマルヤ                                         | 1. ナツコイハマルヤ 2. ばら~花の涙~ 3. ナツコイハマルヤ (カラオケ) 4. ばら~花の涙~ (カラオケ) | |
| 7th                    | 2015年10月7日          | 恋がしたい （スタンダードバージョン）                    | 1. 恋がしたい 2. あっかんべ | シングルCDのみ再リリース |
| ex                     | 2015年12月5日          | ザ・ヒーナキャットワールド                               | 1. PV集ぷらす不思議な映像集 | 会場限定販売(通販可) |
| ex                     | -                      | ラッタッタ                                               | 1. ラッタッタ | イベントでのCD購入特典 |
| ex                     | -                      | こあくまちゃん                                           | 1. こあくまちゃん | イベントでのCD購入特典 |
| ex                     | 2016年3月25日          | やっとでました O-WEST (ライブ記録映像DVD) そこら編       | 1. 夢中毒 2. シャテキオトメ 3. あっかんべ 4. ナツコイハマル 5. ベースソロ 6. あの日から 7. 紫黒蝶-あげは- | 会場限定販売(通販可) |
| ex                     | 2016年3月25日          | やっとでました O-WEST (ライブ記録映像DVD) そこいら編     | 1. 胸♡かもね 2. 飾りキラリ恋模様 3. 最初カラ 4. いつもそう 5. ギターソロ 6. あやつられ人形 7. 恋がしたい | 会場限定販売(通販可) |
| 8th                    | 2016年6月1日           | お楽しみ箱〜真っ赤に染まれ〜                             | 1. ヒーナ行進曲 2. ちょこちょこっとちょこちょーだい 3. ラッタッタ 4. ヒトカゲ 5. ツヨガリーナ 6. 3センチ 7. 片思いのエンキョリレンアイ 8. 329 9. つくしんぼ 10. すごろく 11. まちぶせ | ファーストフルアルバム |
| ex                     | -                      | ファイティン                                             | 1. ファイティン | イベントでのCD購入特典 |
| ex                     | 2016年10月30日         | ヒーナ行進曲 (DVD)                                       | 1. ヒーナ行進曲 MV | お楽しみ箱〜真っ赤に染まれ〜 ハロウィンバージョンの購入特典                                                                           |
| ex                     | 2017年1月22日          | おぼろづき(ステキVer.)                                   | 1. 朧月(リメイク版) | 渋谷O-WESTワンマンライブ時に ファンクラブ会員限定で無料配布                                                                           |
| ex                     | 2017年1月22日          | 夢中毒(2017Ver.)                                         | 1. 夢中毒(リメイク版) | PV集ぷらす不思議な映像集の 購入特典                                                                                                   |
| ex                     | -                      | あまえさせて (弾き語りバージョン)                        | 1. あまえさせて(弾き語りバージョン) | イベントでのCD購入特典 |
| 9th                    | 2017年4月26日          | ザ・ヒーナキャットのやってきましたO-WEST2017 LIVE DVD!!! | セットリスト 1. 夢中毒 2. 飾りキラリ恋模様 3. ちょこちょこっとちょこちょーだい 4. ラッタッタ 5. ツヨガリーナ 6. 知らない知らない...知るよしもない 7. 片思いのエンキョリレンアイ 8. シャテキオトメ 9. ヒーナ行進曲 10. すごろく 11. いつもそう 12. ばら 13. 甘えさせて 14. ベース・ギター・キーボードソロ 15. ナツコイハマルヤ 16. 行かせない 17. ぐるぐる 18. あの日カラ 19. 恋がしたい 20. 紫黒蝶 | 渋谷TSUTAYA O-WEST でのワンマンライブの模様を収録                                                                                     |
| ex                     | -                      | 朧月(ツインDrumソロ)DVD                                  | 1. 朧月ツインドラム | 「ザ・ヒーナキャットのやってきました O-WEST2017 LIVE DVD!!!」 の 会場先行購入特典                                                     |
| ex                     | -                      | ひとめぼれ                                               | 1. ひとめぼれ | イベントでのCD購入特典 |
| 10th                   | 2017年7月5日           | お楽しみ箱〜水色の涙〜                                   | 1. Opening 2. だいじょぶ 3. クラポ 4. 絆 5. ふたりぼっち 6. おもちゃ行進曲 7. はね 8. ラリルレロ 9. 願いはもう一度 10. 何度でも 11. あいたい | セカンドフルアルバム |
| ex                     | -                      | そら                                                     | 1. そら | イベントでのCD購入特典 |
| ex                     | 2018年1月26日          | お楽しみ箱〜水色の涙〜 MV                                | 1. お楽しみ箱〜水色の涙〜 コンプリートMV集 | ザ・ヒーナキャット自作自演 手作りMV集                                                                                                 |
| ex                     | 2018年3月24日          | いつもそう                                               | 1. いつもそう(リメイク版) | ひーちゃんバースデイワンマンFC先行予約入場特典                                                                                        |
| ex                     | 2018年4月3日           | 絶叫するヒーナキャット                                   | 1. ゴキブリ 2. 春夏秋遠 3. DAKARA? 4. しあわせ、だ 5. 夢、現を生く 6. 粒 | 絶叫する60度 ｆｅａｔ．ザ・ヒーナキャット ※ザ・ヒーナキャットは作曲・演奏を担当 ゴキブリ：ザ・ヒーナキャットセルフカバーVer.2019      |
| 11th                   | 2018年4月4日           | ザ・ヒーナキャット入門編                                 | 1. ヒーナキャット 2. ツヨガリーナ 3. ナツコイハマルヤ 4. シャテキオトメ 5. あやつられ人形 6. あい・ことば 7. 飾りキラリ恋模様 8. 恋の病 9. 恋がしたい 10. 甘えさせて | ※会場限定販売 4月3日 厚木サンダースネークミュージックにて特別先行販売                                                                 |
| ex                     | 2018年5月13日          | お人形さん                                               | 1. お人形さん(リメイク版) | ちのバースデイワンマンFC先行予約入場特典                                                                                              |
| ex                     | 2018年9月2日           | 上様                                                     | 1. 上様 | インストアライブでのCD購入特典 |
| ex                     | 2018年9月15日          | 作戦会議                                                 | 1. 作戦会議 | Music Lab.濱書房 1st ANNIVERSARY ワンマンライブ入場特典                                                                               |
| 12th                   | 2018年10月28日         | ロックはバニラ味                                         | 1. ロックはバニラ味 2. かぼちゃ 3. 夢のカケラ | ※会場限定販売(通販可) |
| ex                     | 2019年1月20日          | 路地裏                                                   | 1. 路地裏 | ありがとうワンマンツアーファイナルVIP入場特典                                                                                         |
| 13th                   | 2019年3月20日          | お楽しみ箱〜モノクロの虹〜                               | 1. 開幕（SE） 2. アソビタイ 3. 負けず嫌い 4. るるる 5. 欲望 6. わかれみち 7. ばらーど 8. 一言言わせて好きです 9. わがまま 10. アーケード 11. ヒーナキャット（再録） 12. ロックはバニラ味（New Mix） 13. パズル | サードフルアルバム ※全曲トレイラー |
| ex                     | 2019年3月23日          | あたしだけ                                               | 1. あたしだけ | お楽しみ箱〜モノクロの虹〜購入特典①                                                                                                   |
| ex                     | 2019年4月7日           | ボツさん                                                 | 1. ボツさん | お楽しみ箱〜モノクロの虹〜購入特典②                                                                                                   |
| ex                     | 2019年4月13日          | ごきげんとり                                             | 1. ご機嫌鳥 （アレンジVer） | お楽しみ箱〜モノクロの虹〜購入特典③                                                                                                   |
| ex                     | 2019年4月14日          | 影                                                       | 1. 影 | イベントでのCD購入特典 |
| 14th                   | 2019年5月1日           | 虹の裏側                                                 | 1. 無邪気だった 2. るるる 3. このまま歩めたら 4. さようなら 5. 門出SE | テレビタイアップ（TBS「イベントGO」オープニングテーマ決定（「るるる」）につき「モノクロの虹」よりシングルカット ※会場限定販売         |
| ex                     | 2019年5月12日          | ラリルレロ                                               | 1. ラリルレロ（泣けるアレンジVer） | イベントでのCD購入特典 |
| ex                     | 2019年9月28日          | ヘリクツ                                                 | 1. ヘリクツ | アソビタイタイタイツアー(ファイナル) FC先行プレミアム入場特典                                                                         |
| 15th                   | 2019年10月9日          | アドレナリン全壊                                         | 1. アドレナリン 2. おしえて 3. 上様 4. 片思いのエンキョリレンアイ | |
| ex                     | 2019年10月9日          | 約束                                                     | 1. 約束 | 「アドレナリン全壊」購入特典① |
| ex                     | 2019年10月10日         | 僕的幸せ                                                 | 1. 僕的幸せ | 「アドレナリン全壊」購入特典② |
| ex                     | 2019年11月23日         | カラフル                                                 | 1. カラフル | 「アドレナリン全壊」購入特典③ |
| ex                     | 2019年12月12日         | 知らない知らない...知るよしもない                        | 1. 知らない知らない...知るよしもない(リメイク版) | 「アドレナリン全壊」購入特典④ |
| 16th                   | 2020年4月2日           | ひーちゃんのお唄                                         | 1. どんぐり 2. 記憶 3. 哀愁(インスト) | ひーちゃん初ソロアルバム（CD,DVD） 超セルフプロデュース、ボーカル・ギター・ベース・キーボードを自ら録音(ドラムのみ打ち込み) ※通販限定 |
| ex                     | 2020年5月5日           | デビバブル/午後の雨                                      | 1. デビバブル（REMIX） 2. 午後の雨（REMIX） | 完全手書き（ジャケット＆盤面）CD ※通販限定                                                                                            |
| ex                     | 2020年5月10日          | 卑怯者                                                   | 1. 卑怯者 | ※未発表音源 通販購入特典 |
| 17th                   | 2020年7月1日           | 猫狂                                                     | 1. 芝居歌 2. 雨女 3. マスカットン | ※会場および通販限定 |
| 18th                   | 2020年7月30日          | ザ・ヒーナキャットのでーぶいでー                         | - 調査中 | ※会場および通販限定 |
| ex                     | 2020年8月23日          | 旅                                                       | 1. 旅 | ※未発表音源 浅草ワンマンプレミアムチケット特典                                                                                        |
| ex                     | 2020年8月27日          | ツバサ                                                   | 1. ツバサ | 名古屋MUSIC FARM クラウドファンディングリターン品                                                                                     |
| 19th                   | 2020年9月1日           | ヒーナキャットの歴史 完全版                              | 喜 1. 流心 2. 知らない知らない知るよしもない 3. ご機嫌鳥 4. 甘えさせて 5. いつもそう 6. かこってしまったらね 7. 夢中毒 8. やんなっちゃう 9. 気まぐれな女の子 10. お人形さん 怒 1. ほしいもの 2. デビバブル 3. おもちゃ箱 4. こあくまちゃん 5. 唄 6. 愛切 7. ギジカップル 8. 毒子。 9. ボツさん 10. あたしだけ 哀 1. 恋いこがれ 2. そら 3. 影 4. なんてズルいのあなたって 5. あの日カラ 6. ファイティン 7. さくら～春の夜の夢 8. 胸♡かもね 9. ヒトメボレ 10. たまご男爵 楽 1. 約束 2. カラフル 3. へりくつ 4. いかせない 5. おにごっこ 6. 作戦会議 7. 僕的幸せ。 8. 路地裏 9. スタートライン 10. 紫黒蝶 | 4枚組CDBOX ※会場および通販限定 ※2曲、6曲、10曲 自由に選べるオーダーメイド版あり                                                       |
| ex                     | 2020年10月11日         | 誰のせい？                                               | 1. 誰のせい？ | ※未発表音源 平塚ヨネザワ楽器でのCD購入特典                                                                                            |
| ex                     | 2021年1月23日          | SE特集                                                   | 1. 2021オープニング 2. 明るE 3. B♭3拍子 4. C♯ 5. Dゆったり 6. ラリル前 7. 悲しみヴァイオリン 8. E♭ 9. E♭ゆったり 10. キーF 11. G 12. 紹介 | ライブで使用するSE音源集 ※通販・会場物販限定                                                                                          |
| ex                     | 2021年3月20日          | シピキャット                                             | 1. シピキャット | ※未発表音源 ザ・ヒーナキャットオリジナルリング(シピキャット)購入特典                                                                  |
| ex                     | 2021年3月20日          | 人を愛する                                               | 1. 人を愛する | ※未発表音源 ひーちゃんバースデイライブ全通特典                                                                                        |
| ex                     | 2021年3月20日          | いいの                                                   | 1. いいの | ※未発表音源 NEWアルバム「ザ･ヒーナキャットと申します」会場先行購入特典                                                                |
| ex                     | 2021年3月20日          | てゅもろー                                               | 1. てゅもろー（tomorrow） | ※未発表音源 NEWアルバム「ひーちゃんの歌2」会場先行購入特典                                                                            |
| ex                     | 2021年3月24日          | 行き止り                                                 | 1. 行き止り | ※未発表音源 「ザ･ヒーナキャットと申します」予約特典                                                                                   |
| ex                     | 2021年3月24日          | 狂女                                                     | 1. 狂女 | ※未発表音源 「ひーちゃんの歌2」予約特典                                                                                               |
| 20th                   | 2021年3月24日          | ザ･ヒーナキャットと申します                              | 1. ツバサ 2. 闇っ子 3. 定型文 4. 愛の坂道 5. コントロール不能 6. 呪 | |
| 21st                   | 2021年3月24日          | ひーちゃんのお唄❷                                        | 1. ララバイ 2. ひーちゃんの言うことは絶対 3. トンネル 4. ぱりぴ 5. ラブレター 6. HG(instrumental) | |
| ex                     | 2021年3月24日          | 秋の夜                                                   | 1. 秋の夜 | ※未発表音源 「ザ･ヒーナキャットと申します」通販サイト購入特典                                                                         |
| ex                     | 2021年3月24日          | この恋本気なのならば                                     | 1. この恋本気なのならば | ※未発表音源 「ひーちゃんの歌2」通販サイト購入特典                                                                                     |
| ex                     | 2021年4月4日           | どうしようもない                                         | 1. どうしようもない | ※未発表音源 タワーレコード名古屋インストアライブ１部でのCD購入特典                                                                    |
| ex                     | 2021年4月4日           | 星                                                       | 1. 星 | ※未発表音源 タワーレコード名古屋インストアライブ2部でのCD購入特典                                                                     |
| ex                     | 2021年4月18日          | 迷子                                                     | 1. 迷子 | ※未発表音源 平塚OSC湘南シティ インストアライブでのCD購入特典                                                                          |
| ex                     | 2021年4月27日          | じだんだ                                                 | 1. じだんだ | ※未発表音源 名古屋ミュージックファームライブでのCD購入特典                                                                            |
| ex                     | 2021年5月5日           | おとぎばなし                                             | 1. おとぎばなし | ※未発表音源 平塚中央公民館無料ライブでのCD購入特典                                                                                    |
| ex                     | 2021年6月25日          | ひーちゃんのやりたいほうだいat濱書房（DVD)               | セットリスト 1. トンネル 2. ちゅもろ～ 3. ヤングドーナツ 4. 哀愁 5. しあわせ、だ 6. イーグルマスク 7. ララバイ 8. ひーちゃんの言うことは絶対 9. 狂女 10. 記憶 11. どんぐり 12. ラブレター 13. HG 14. ゴキブリ 15. ぱりぴ（ﾏﾖﾏﾖ） 16. 粒 | DVD版販売終了 ※データのみの販売有り 6月24日濱書房での無観客ライブ映像                                                                 |
| 22nd                   | 2021年7月7日           | ザ・ヒーナキャット 単独お披露目会 LIVEDVD                | セットリスト 1. 流心 2. ロックはバニラ味 3. ヒーナキャット 4. 絆 5. 夢のカケラ 6. コントロール不能 7. すごろく 8. はね 9. パズル 10. 路地裏 11. 雨女 12. ラリルレロ 13. 愛の坂道 14. なんてズルいのあなたって 15. かこってしまったらね 16. マスカットン 17. ツバサ 18. 呪 19. いかせない 20. アドレナリン 21. アソビタイ 22. 夢中毒 23. るるる 24. 恋がしたい 25. 紫黒蝶 | 5月5日に平塚中央公民館で行われた「ザ・ヒーナキャット無料お披露目会2021 in 地元」の映像記録 （インスト演奏部分を除く）                 |
| ex                     | 2021年7月7日           | インストの映像（DVD）                                    | 2021ねん5がつ5にちのインストの映像 | 上記DVDに未収録のインストルメント演奏 ※「ザ・ヒーナキャット単独お披露目会LIVEDVD」直販サイトおよびLIVE会場での直接購入特典            |
| ex                     | 2021年7月28日          | アコースティックなヒーナキャット withかみじょ～          | 1. 十五夜うさぎ 2. まちぶせ 3. この恋本気なのならば 4. 路地裏 5. 午後の雨 6. 唄 7. 愛切 8. いいの 9. デビバブル 10. そら | ※直販サイト・会場物販限定 |
| ex                     | -                      | ぴえろ                                                   | 1. ぴえろ 2. お嬢さん | ※未発表音源 「ぴえろ」「お嬢さん」デモ音源 ファンクラブ特典                                                                           |
| 23rd                   | 2021年11月10日         | ザ・ヒーナキャット中級編                                 | 1. はね 2. 誰のせい・・・? 3. あの日カラ 4. ばらーど 5. パズル 6. なんてズルいのあなたって 7. すごろく 8. かくれんぼ 9. 夢のカケラ 10. 蒼 | 全国ファミリーマート店内BGMで「蒼」のトレーラーがオンエア（11月2日～11月8日）                                                         |
| 23-1st                 | 2021年12月10日         | The In-Between                                           | 1. Hane 2. Dare no sei? 3. Anohikara 4. Ballad 5. Puzzle 6. Nante zurui no anata tte 7. Sugoroku 8. Yume no kakera 9. Kakurenbo 10. Ao 11. Asobitai (bonus tracks) | 「ザ・ヒーナキャット中級編」の海外版、ボーナストラック(Asobitai)追加収録                                                              |
| ex                     | 2022年5月23日          | ガラクタ                                                 | 1. ガラクタ | ※未発表音源 下北沢ReG 7DAYS セトリCD購入コンプリート特典                                                                              |
| 24th                   | 2022年8月3日           | ネバーランド                                             | 1. ぴえろ 2. 星 3. てゅもろー 4. アロエ 5. うちゅうちゅう 6. 狂女 7. いやいや期 8. たとえば 9. お嬢さん 10. 推し事 11. NS | |
| ex                     | 2022年8月3日           | ららでぃすこ                                             | 1. ららでぃすこ | タワーレコード池袋店でのCD購入特典 |
| ex                     | 2022年8月4日           | ペガサス                                                 | 1. ペガサス | タワーレコード横浜ビブレ店でのCD購入特典                                                                                              |
| ex                     | 2022年8月11日          | ギミック                                                 | 1. ギミック | タワーレコード津田沼店でのCD購入特典                                                                                                  |
| ex                     | 2022年9月3日           | とうめいにんげん                                         | 1. とうめいにんげん | OSC 湘南City 無料野外ライブでのCD購入特典                                                                                             |
| ex                     | 2022年9月5日           | よみがえり                                               | 1. よみがえり | タワーレコード名古屋パルコ店でのCD購入特典                                                                                            |
| ex                     | 2022年9月7日           | 嘘つき                                                   | 1. 嘘つき | タワーレコード難波店でのCD購入特典 |
| ex                     | 2023年2月19日          | 人魚の涙                                                 | 1. 人魚の涙 | 「お楽しみ箱〜バイオレットの月」予約購入特典                                                                                          |
| ex                     | 2023年2月24日          | ライブでよくやるシングルCD                               | 1. 恋がしたい（REMIX） 2. ラリルレロ（REMIX） | 名刺代わりのシングルCD |
| 25th                   | 2023年3月4日           | お楽しみ箱〜バイオレットの月〜                           | 1. 幕開け(SE) 2. ガラクタ 3. 携帯電話 4. みんなのうた 5. 子守唄 6. シピキャット 7. 憧れ 8. そこのあなた 9. 唄 | |
| ex                     | 2023年3月4日           | カラス                                                   | 1. カラス | ディスクユニオンでの「お楽しみ箱〜バイオレットの月」購入特典                                                                          |
| 25th                   | 2023年11月1日          | 全部ひーちゃん                                           | 1. 恋愛体質 2. ダイキライ 3. 商売上手 4. ひれ伏しなさい 5. 今 6. 好きになってもいいですか? 7. ウワサ話 8. ワカンナイ 9. 結局いきている 10. 信者どもよ 11. しらんぷり | セルフカバーCD |
| 26th                   | 2024年6月18日          | 世界は美しい                                             | 1. 美しい世界 2. スタートライン 3. ミドサー 4. 作戦会議 5. まぼろし 6. メリーゴーランド | ミニアルバム |
| ex                     | -                      | ハイセー・セルフ                                         | 1. ハイセー・セルフ | 「世界は美しい」購入特典① |
| 27th                   | 2024年12月15日         | ザ・ヒーナキャット入門編 改                              | 1. ヒーナキャット 2. ツヨガリ-ナ 3. ロックはバニラ味 4. ナツコイハマルヤ 5. シャテオトメ 6. かぼちゃ 7. あやつられ人形 8. 上様 9. ラッタッタ 10. あいことば 11. ラリルレロ 12. 恋の病 13. 飾りキラリ恋模様 14. 恋がしたい 15. アドレナリン 16. ばら～花の涙～ | ギター再録の再ミックスの音源 |
| 28th                   | 2025年3月19日          | ひーちゃんのお唄③                                        | 1. ヒーダンス 2. ペコリ 3. らてぃあ 4. えそらごと 5. ギミック 6. とうめいにんげん 7. オトメせんそう | |
| ex                     | 2025年6月18日          | アコースティックCD                                       | 1. 十五夜うさぎ 2. まちぶせ 3. 路地裏 4. 午後の雨 5. 唄 6. 愛切 7. デビバブル 8. そら 9. いいの 10. この恋本気なのならば | |

## 使用機材

### ひーちゃんギター
- FGN Expert OS CUSTOM（〜2015年11月）
- FGN HEOS1 【Cat on 12fret】 (ヒーナキャット特別仕様モデル）（2015年12月〜）
- FGN EOS-AL-R/BK カスタム仕様 （2020年7月〜）※主に「ひーちゃん」として活動時に使用
- FGN JMY2-ASH-E OPW（2022年1月〜）※主に「しゃべらなければイイオンナ(しゃベンナ)」として活動時に使用

### ひーちゃんキーボード
- KORG X50 （〜2016年9月）
- KORG KROSS-88 ミュージックワークステーション（2016年9月〜）
- KORG KRONOS ミュージックワークステーション

### ちのベース(〜2020年8月）
- FGN NJB10MBAH-BK
- FGN EMJ-ASH-M-BK (2017年10月〜）

### ひなベース（〜2016年11月）
- FGN NCJB-5 PROTOTYPE MODEL（〜2015年11月）
- FGN HNJB1 【Cat on 12fret】 (ヒーナキャット特別仕様モデル）（2015年12月〜）

## 出演

### テレビ番組
No life TV（フランス） 2018年4月8日サービス終了
TVK（テレビ神奈川）
- 「音楽缶」
- 「PPV」
- 「Mutoma（ミュートマ）」

NHK 【J-MELO】
- 国際放送（NHKワールド)
- 国内放送（BSプレミアム）

KTV（関西テレビ放送）
- 「音エモン」

J:COMオンデマンド
チバテレビ（千葉テレビ放送）
- GetchanceTV【GCTV】

### ラジオ番組
ザ・ヒーナキャットのぷぷぷぷあぁ〜っぷ 毎週金曜日夜8時〜8時30分 海老名エフエム放送（FMカオン84.2MHz）で放送

再放送は翌日土曜日22時〜  ※（2018年9月28日で放送終了）

YouTube(CATCREWちゃんねる)でも過去の放送を一部視聴可能
- 番組スポンサー

中央測量コンサルタント（CMに2人が音声で出演している）
サンダースネイク厚木（ライブハウス）
ザ・ヒーナキャットのぷぷぷぷあぁ〜っぷ 毎週水曜日夜9時〜9時30分 湘南平塚コミュニティ放送（湘南ナパサ）にて放送

- 番組スポンサー

宮田製菓株式会社

### ネット番組
ニコニコ生放送
隔週で金曜日23時〜23時半（2013年10月05日〜放送終了日時不明）
- ザ・ヒーナキャットのぷぷぷぷあぁーっぷ！！

## カラオケ配信曲
| 曲名                             | 曲番号/リクエスト番号  | 備考                   |                        |                        |
| JOYSOUND（エクシング）           | JOYSOUND（エクシング） | JOYSOUND（エクシング） | JOYSOUND（エクシング） | JOYSOUND（エクシング） |
| -------------------------------- | ---------------------- | ---------------------- | ---------------------- | ---------------------- |
| 朧月                             | 701844                 | 《本人映像》           |                        |                        |
| 恋がしたい                       | 702249                 | 《本人映像》           |                        |                        |
| 恋がしたい                       | 725927                 |                        |                        |                        |
| あっかんべ                       | 727301                 |                        |                        |                        |
| 朧月                             | 736753                 |                        |                        |                        |
| ぐるぐる                         | 895408                 | 《本人映像》           |                        |                        |
| ナツコイハマルヤ                 | 895419                 | 《本人映像》           |                        |                        |
| ちょこちょこっとちょこちょーだい | 895420                 | 《本人映像》           |                        |                        |
| ツバサ                           | 807090                 | 《本人映像》           |                        |                        |
| DAM（第一興商）                  |                        |                        |                        |                        |
| ぐるぐる                         | 3805-13                |                        |                        |                        |
| 恋がしたい                       | 5960-71                |                        |                        |                        |
| カラオケの鉄人                   |                        |                        |                        |                        |
| アドレナリン                     | 781277                 | 《本人映像》           |                        |                        |
| アソビタイ                       | 781278                 | 《本人映像》           |                        |                        |
| るるる                           | 781279                 | 《本人映像》           |                        |                        |
| ロックはバニラ味                 | 781280                 | 《本人映像》           |                        |                        |
| 一言言わせて好きですと           | 781281                 | 《本人映像》           |                        |                        |

## MEMO
1. 1 2 3 4  アークプロダクションNEWS参照
2. 1 2  ベース・コーラスのサポート(chi-)を受けての録音。
3. 1 2 3  ツインドラム なかじー＆いのちん。
4. ↑  2018年4月3日 ザ・ヒーナキャット 厚木サンダースネークミュージック一日店長イベント
5. ↑  タイトルの意味は内緒だよw
6. 1 2  "サポートキーボード(キャプテン横田)を迎えての演奏。
7. 1 2  サポートドラム(chiiko)を迎えての演奏。
8. 1 2 3 4 5 6 7 8 9 10 11 12 13 14 15 16 17 18 19 20 21 22  ベース・コーラスのサポート(chi-)を受けての演奏。
9. 1 2 3 4  楽器クルー(楽器が演奏できるキャットクルー)による演奏会あり。
10. ↑  ゲストプレイヤー 山岡晃（ギター）
11. ↑   ツインドラム アキちゃん＆いのちん
12. ↑  ツインドラム トリプルドラマー アキちゃん＆にっしー＆いのちん
13. 1 2 3 4 5 6  ツイキャス配信ライブ
14. 1 2  YouTube配信ライブ
15. 1 2 3 4 5 6 7 8 9 10 11 12 13 14 15 16 17 18 19 20 21 22 23 24 25 26 27 28 29 30 31 32 33 34 35 36 37 38 39 40 41 42 43 44 45 46 47 48 49 50 51 52 53 54 55 56 57 58 59 60 61 62 63 64 65 66 67 68 69 70 71 72 73 74 75 76 77 78 79 80 81 82 83 84 85 86 87 88 89 90 91 92 93 94 95 96 97 98 99 100 101 102 103 104 105 106 107 108 109 110 111 112 113 114 115 116 117 118 119 120 121 122 123 124 125 126 127 128 129 130 131 132 133 134 135 136 137 138 139 140 141 142 143 144 145 146 147 148 149 150 151 152 153 154 155 156 157 158 159 160 161 162 163 164 165 166 167 168 169 170 171 172 173 174 175 176 177 178 179 180 181 182 183 184 185 186 187 188 189 190 191 192 193 194 195 196 197 198 199 200 201 202  ツイキャス同時配信ライブ
16. 1 2 3 4  YouTube同時配信ライブ
17. ↑  ゴッピィ(ギター) jun(ベース)のサポートを受けての演奏。
18. 1 2 3 4 5 6 7 8  ZAIKO STREAMING同時配信ライブ
19. 1 2 3  ゆあ(ベース)のサポートを受けての演奏。
20. 1 2  サブスクLIVE同時配信ライブ
21. ↑   しまたろ(ベース)のサポートを受けての演奏。
22. 1 2 3 4 5 6 7 8 9 10 11 12 13 14 15 16 17 18 19 20 21 22 23 24 25 26 27 28 29 30 31 32 33 34 35 36  toshi(ギター) 彩香(ベース)のサポートを受けての演奏。
23. 1 2 3 4 5 6 7 8 9 10 11  一ノ瀬がっしゃん(ベース)のサポートを受けての演奏。
24. ↑  ZAIKO STREAMING配信ライブ
25. ↑  ｊun(ベース)のサポートを受けての演奏。
26. ↑  Vimeo live同時配信ライブ
27. 1 2 3 4 5  かみじょー(ヴァイオリン)のサポートあり。
28. 1 2 3 4 5 6 7 8 9 10  toshi(ギター)のサポートを受けての演奏。
29. 1 2 3 4 5  Streaming+(イープラス)同時配信ライブ
30. ↑   大阪長堀橋WAXXから会場を変更して開催。
31. 1 2 3 4  toshi(ギター) 一ノ瀬がっしゃん(ベース)のサポートを受けての演奏。
32. ↑   予定していた「北海道 CrazyMonkey」での2マンライブが無観客配信ライブとなった為、場所を変更して開催。
33. 1 2 3 4 5 6 7 8 9 10  NEPO STREAM 同時配信ライブ
34. 1 2  TIGET STREAM  同時配信ライブ
35. ↑  ザ・ヒーナキャットのサウンドプロデュースによる2人組アイドルデュオNANARUNA(ナナルナ)OPAでプレデビュー
36. ↑  mahocast同時配信ライブ
37. 1 2  ソロプロジェクト2年目突入企画！新作楽曲プロモーション大作戦！クラウドファンディング：あなたの街までライブしに行きます プラン リターン
38. ↑  ザ・ヒーナキャットオールプロデュースによる2人組アイドルデュオ"ウィッチカルト"OPAで本デビュー
39. 1 2 3  エブリーライブ同時配信有り（個人）
40. 1 2 3 4 5 6 7 8 9 10 11 12 13 14 15 16 17 18 19  ツイキャス同時配信有り(個人)
41. 1 2  Mirei(ベース)のサポートを受けての演奏。
42. ↑  THE RIELLOW MONKEY(イエモンコピーバンド)
でのセッション出演